# پارتی گرل (فیلم)
پارتی گِرل (فرانسوی: Party Girl‎) فیلمی در ژانر درام به کارگردانی کلر بورژه، ماری آماشوکلی و ساموئل تیس است که در سال ۲۰۱۴ منتشر شد. این فیلم برنده دوربین طلایی از جشنواره فیلم کن شده است.